# Urbán Richárd
Urbán Richárd született: szeptember 1.

## Életpályája
A Gong Színjátszócsoportban kezdett színészkedni. Érettségi után a Improvokál Társulat tagja is volt. 2015-2016 között a Pécsi Tudományegyetem kommunikáció szakán tanult. 2016-2021 között a Kaposvári Egyetem színész szakán tanult. Diplomázása után a K2 Színház, majd az Apertúra társulatának tagja lett. Szinkronizálással is foglalkozik.

## Színházi szerepei
- Cucli (Apertúra)
- Brománc (Apertúra)[9]
- Az itélet: halál (Apertúra, 2024)
- A nagy erdő, mely tele van homálylyal (Apertúra, 2013)
- BOJZ (Szkéné Színház, 2024) ...Gábor
- K(i) útkeresők (Tér12 egyesület)
- Rebellisek (Apertúra)
- A király bolond (6Szín, 2022)
- Hidegpont (Gólem Színház, 2022)
- Mundstock úr (Gólem Színház, 2021)
- A nép ellensége (FreeSZFE, 2021)
- Száll a kakukk fészkére (Kecskeméti Katona József Színház, 2021) ...Warren ápoló
- Ördöngösök (K2, 2019) Benjámin
- Liliomfi (Kecskeméti Katona József Színház, 2019) ...Feri
- Réczei Tamás: Mengele törpéi (Ovics Mordecháj) - 2017/2018

## Filmes és televíziós szerepei
- Pokoli rokonok (2025) ...Csaba
- ...a szomszéd tehene (2024) ...Lajos
- Mellékhatás (2023) ...Taxis
- A Király (2022) ...Műsorvezető
- A Tanár (2021) ...Rapper